# 恋は医者
『恋は医者』（仏語原題：L'Amour médecin ）は、モリエールの戯曲。1665年発表。ヴェルサイユ宮殿にて同年9月22日初演。

## 登場人物
- スガナレル…ブルジョワジー。自身の利益のことにしか関心がなく、娘の恋に気づかない。
- ルシンド…スガナレルの娘。クリタンドルの恋人。
- リゼット…ルシンドの召使。彼女の相談役でもあり、スガナレルに口答えしたり、医者への軽蔑を見せたりすることを平気でする。
- クリタンドル…ルシンドの恋人。
- トメス…瀉血を多用する医者
- デ・フォナンドレス…浣腸を多用する医者
- マクロトン…医者。語尾を引き延ばして喋る癖がある
- バヒス…吃音症の医者
- フィルラン…医者。篤い尊敬を集めている

## あらすじ
ルシンドが落ち込んでいるところから劇は始まる。彼女を何とか励まそうとして、何でも望みを聞いてあげようというスガナレル。ルシンドが結婚したいと言い出すと途端に怒りだし、出て行ってしまった。スガナレルは、ルシンドの結婚相手となる男が、自分の財産をそっくり継ぐことになるのが我慢ならないのである。リゼットとルシンドは、スガナレルに考え方を改めてもらおうと、策略を企てる。その策にしたがって、病人のふりをするルシンド。慌てて医者を呼びに行くスガナレルであったが、連れてきた医者たちが全く役に立たない。ルシンドを治療するどころか、どうでもいい議論を始めたり、挙句診察してもそれぞれ結果が全く違う有様。医者に失望したスガナレルは、どんな病気にも効くと、当時流行っていた万金丹（オルヴィエタン、Orviétan）を買いに町へ出かけて行くのだった。そこへクリタンドルが医者のふりをして登場。藁にもすがる思いのスガナレルは、ルシンドの病気について見識を求める。クリタンドルは「今すぐ結婚させてやって、彼女を元気づける以外に方法はない」と答えた。これに乗じて、ルシンドと結婚してしまおうと考えたのである。スガナレルはそれに従って、ルシンドの回復を祝うパーティーを開き、治療のために、と思って結婚の契約書にサインもしてしまった。ところがリゼットの知らせで、2人が本当に結婚したことが判明し、スガナレルはすべて策略であったことを理解する。怒るスガナレルであったが、パーティーの出席者たちに宥められるのであった。

## 解説
モリエールが頻繁に取り上げた医者批判を題材とした作品である。本作品では医者個人ではなく、「ファキュルテ( Faculte )」と呼ばれた医者の集団を揶揄している。
中世ヨーロッパの初期段階においては､ 医者は聖職者と同じ扱いであった。12世紀初頭に聖職者の医療行為が禁じられたが、大半の者たちはそれを無視して、自身の医療技術を磨きつづけた。15世紀中ごろになると､「ファキュルテ」は世俗化されたが、それでもなおキリスト教とのつながりを密接に保ち続けていた。それ故、市民たちはキリスト教へ抱く畏敬の念を同じように、彼らにも抱いていたのである。当時の人々の生殺与奪の権利を握っていた医者は、王侯貴族さえも自らの命令に服従させるなど、何ら恐れるものがない状態であったので、平民をだますことなど容易いことであった。
当時の医学における主な治療法は「下剤、浣腸、刺絡」の3つであったが、これらの治療を施した結果、患者が死んだとしても医者が責任を問われることなどはなく、「神の思し召し」ということにされた。実際、未熟で非科学的な治療法によって多くの命が失われたことも確かであるが、しかし治療法のうちの1つである「刺絡」は、17世紀のパリにおいて大流行しており、ルイ13世などはこの治療を年に47回も受けたという記録が残っている。ギー・パタンは「刺絡」の信奉者の最たる者であり、虫歯から天然痘の治療に、しかも生後3日の赤ん坊から80歳の老人に至るまで年齢関係なく、適用していたという。
本作は、そのような医者たちの偽善性を暴露している点において、もっともモリエールの作品の中で過激なものである。モリエールは医者として登場する、フィルランに次のような台詞を吐かせた:
このような形でモリエールは医者の偽善性を諷刺し、さらにそれを強調するために、登場する4人の医者たちをそれぞれヴェルサイユ宮殿の典医に似せて描いた。ちょうどその4年前、ジュール・マザランが危篤を迎えたころ、医者たちはそれぞれ心臓が悪い、肺臓が悪い、など各々全く違う診断を下したという。モリエールがこういったスキャンダルを意識して、描いたとする説もある。

## エピソード
- フィルランを除く4人の医者の名前は示唆的で、「トメス( Thomes )」は刺絡家、「デ・フォナンドレス( Des Fonandres)」は人殺し、「バヒス( Bahys )」は吠える、「マクロトン( Macroton )」は長い調子で、という当時のギリシア語に由来する[6]。

- この作品を上演にかけたころ、モリエールの健康は著しく損なわれていた。「タルチュフ」を巡っての上演禁止騒動や、家庭生活の不和、さらにはラシーヌの裏切りなどもあって、胸部の疾患が一気に悪化し、一時は死亡説さえ流れたが、「人間嫌い」を完成させて再び舞台へ戻ってきた。「人間嫌い」はモリエール生存中は大きな成功を収められなかったものの、現在ではモリエールの代表作とみなされている作品である[7]

## 日本語訳
- 『戀の醫者』奥村実訳、（モリエール全集 第一卷 所収）、中央公論社、1934年
- 『恋は医者』小場瀨卓三訳、（モリエール笑劇集 所収）、白水社、1959年
- 『恋は医者』鈴木力衛訳、（モリエール全集 1 所収）、中央公論社、1973年

## 翻案
- 『恋の医者』草野柴二訳、（モリエエル全集 中巻 所収）、金尾文淵堂・加島至誠堂、1908年
  - 元版　『脚本/恋医者』草野柴二訳、明星 1905年1月号掲載